# Нове демократе
Нове демократе, такође Центристичке демократе, Клинтоновске демократе или Умерене демократе јесте центристичка идеолошка фракција унутар Демократске странке. Као фракција странке Трећег пута, они подржавају Културални либерализам, али заузимају умерене или конзервативне фискалне ставове. Нове демократе су доминирале странком од краја 1980-их година па све до средине 2010-их.